# Trajanópolis (Frígia)
Trajanópolis (em latim: Traianopolis) era uma diocese cristã na antiga província romana da Frígia, sufragânea da Laodiceia.